# Pfarrkirche St. Klemens (Simmering)

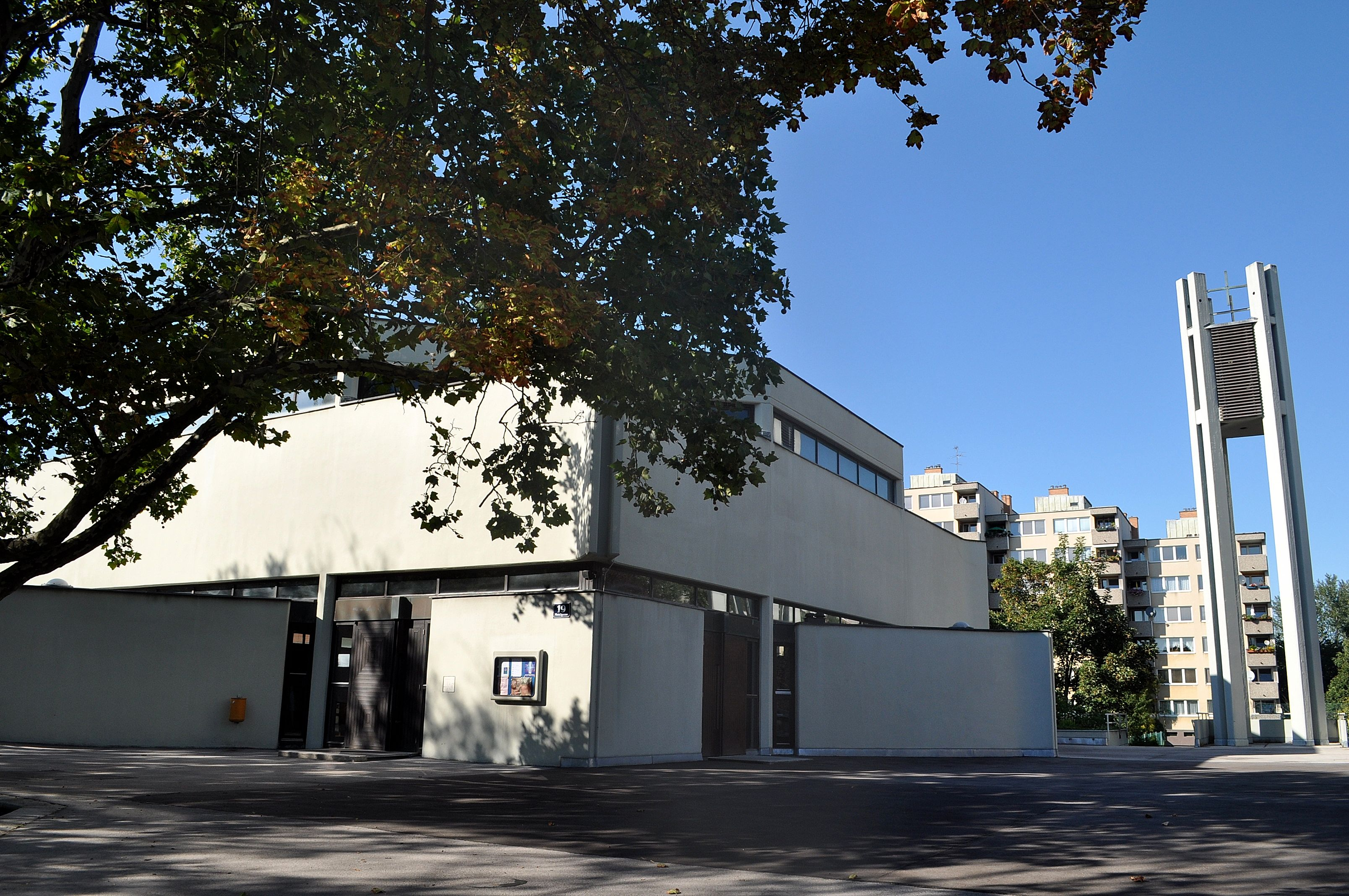
Pfarrkirche St. Klemens

Die Pfarrkirche St. Klemens (auch Hofbauer-Kirche genannt) ist eine römisch-katholische Pfarrkirche in der  Meidlgasse 19 im 11. Wiener Gemeindebezirk Simmering und steht unter Denkmalschutz. Die Pfarre liegt im Dekanat 11 des zur Erzdiözese Wien gehörenden Vikariates Wien Stadt.
Sie wurde in den Jahren 1971 und 1972 errichtet und ist dem heiligen Klemens Maria Hofbauer gewidmet.

## Lagebeschreibung
Die Kirche steht mitten in einer Neubausiedlung an der Meidlgasse 10 in der Nähe des Schlosses Neugebäude.

## Geschichte
Diese schlichte Kirche entstand im Rahmen der regen Bautätigkeit zwischen Schloss Neugebäude und Kaiserebersdorf Anfang der 1970er Jahre, um die seelsorgliche Betreuung dieses Neubaugebietes zu gewährleisten. Die Kirche wurde in den Jahren 1971 und 1972 nach Plänen der Architekten Guido Gnilsen und Erich Eisenhofer errichtet. Am 15. November 1972 wurde sie zu Ehren des heiligen Klemens Maria Hofbauer geweiht. Seit 1. Jänner 1974 ist die Kirche eine eigenständige Pfarrkirche.

## Baubeschreibung

### Äußeres
Die Kirche ist ein schlichter Zentralbau aus Stahlbeton über einem quadratischen Grundriss. Der Glockenturm ist freistehend. Der versetzte Sockel schneidet den Zentralbau sternförmig. Der Kirchenraum ist durch zwei Fensterbänder, die den gesamten Innenraum einnehmen, und einen oktogonalen Lichttambour nach außen hin geöffnet. Die Außenwände sind an den Außenkanten leicht ausschwingend.

### Inneres

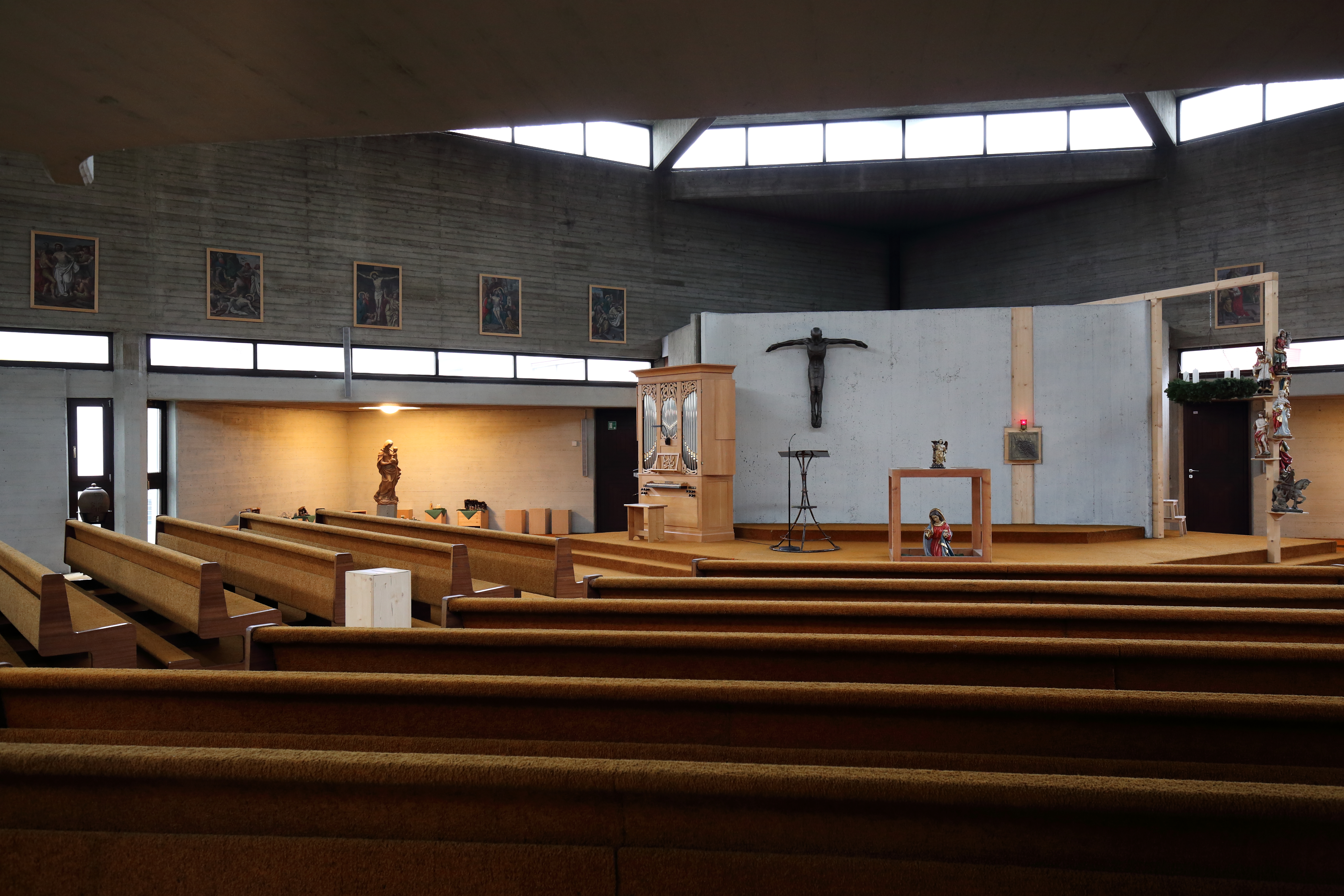
Innenansicht Richtung Altar

Der quadratische Innenraum weist Dreiecksnischen für die Beichtstühle auf. Nach oben hin öffnet sich die Kirchendecke in einen Tambour und einen Opaion. Von diesem geht ein in Beton gegossener Strahlenkranz aus.

## Ausstattung
Die Altarwand ist schräggestellt und bildet eine Abgrenzung der Werktagskapelle vom Kirchenschiff. Der Gekreuzigte an der Altarwand stammt aus einer alten Wegkapelle in Kaiserebersdorf. An einer Wand hängt ein südamerikanisches Kupferrelief mit dem Motiv „Christkönig“. Der Kreuzweg wurde 1984 von der Pfarrkirche Velm angekauft. Dieser Kreuzweg im Nazarenerstil. Er besteht aus zwei Stationen in der Technik der Lederapplikation.
Als Orgel steht seit 2012 ein 1998 als Hausorgel von der Firma v.d. Putten en Veger Finsterwolde errichtetes Positiv zur Verfügung, das fünf Register auf einem Manual umfasst.